# 759

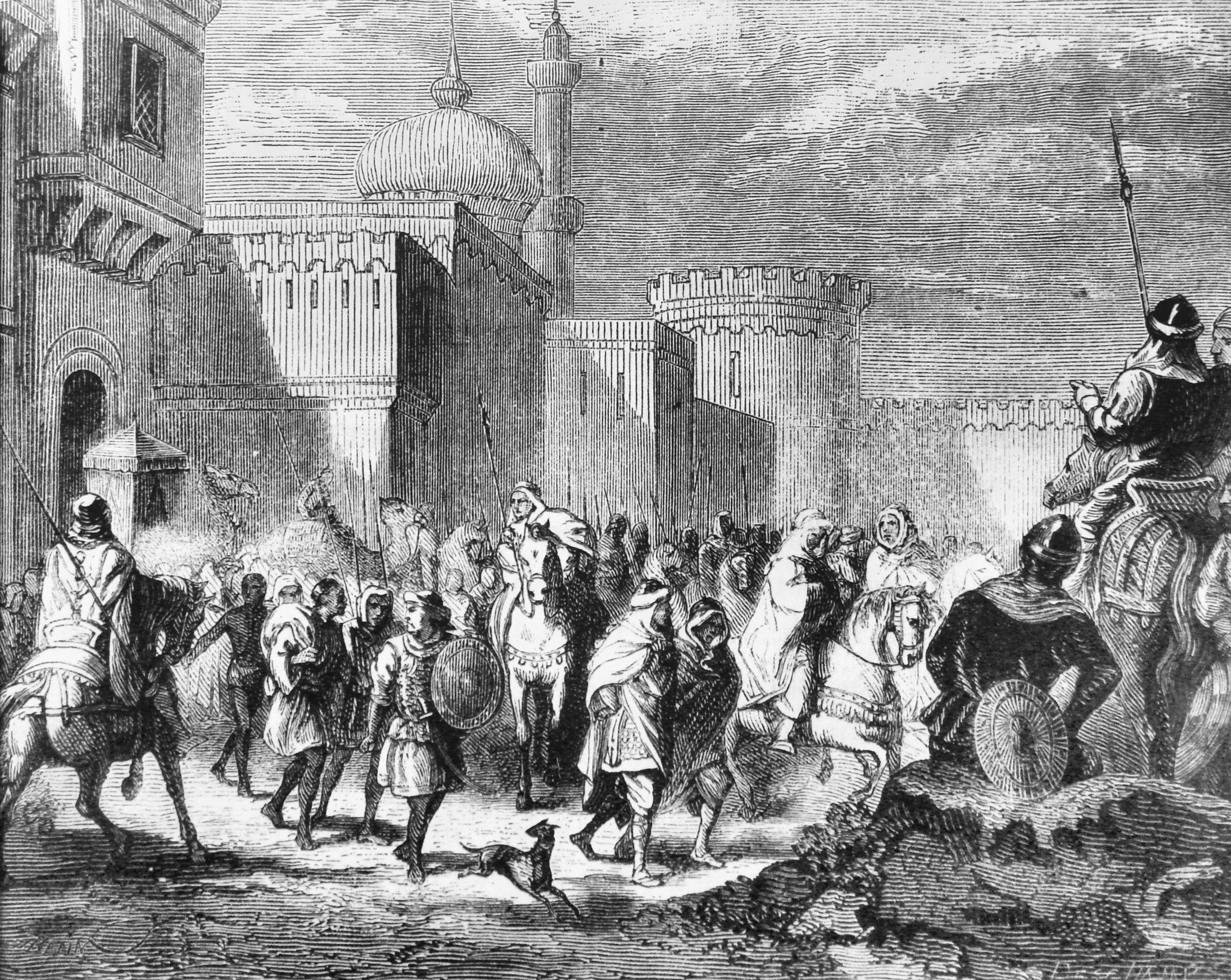
De Moren verlaten de stad Narbonne (759)

Het jaar 759 is het 59e jaar in de 8e eeuw volgens de christelijke jaartelling.

## Gebeurtenissen

### Byzantijnse Rijk
- Byzantijns-Bulgaarse Oorlog: Keizer Constantijn V valt met een expeditieleger opnieuw het Bulgaarse Rijk binnen. Ondanks zijn overmacht wordt hij door de Bulgaren verslagen in de Rishkipas. Constantijn trekt zich terug en accepteert een vredesverdrag. De Byzantijnse Kerk begint met de missionering van de zuidelijke Slaven op de Balkan. (waarschijnlijke datum)

### Brittannië
- 24 juli - Koning Oswulf van Northumbria wordt bij Market Weighton binnen een jaar na zijn troonsbestijging door leden van zijn hofhouding, dienaren of lijfwachten, vermoord. Hij wordt opgevolgd door Æthelwald Moll.

### Europa
- De Franken onder aanvoering van koning Pepijn III heroveren de vestingstad Narbonne (na een belegering van 7 jaar). Hij verovert de rest van Septimanië (Zuid-Frankrijk) en verjaagt de Moren uit het gebied ten noorden van de Pyreneeën. De moslims trekken zich na een bezetting van 34 jaar terug naar Al-Andalus (huidige Spanje).

### China
- Du Fu, Chinees dichter, vestigt zich na de opstand van An Lushan als vluchteling met zijn gezin in Chengdu (zuidwesten van China). Tijdens het bewind van de Tang-dynastie schrijft hij verscheidene dichtbundels.

## Geboren
- Alfons II, koning van Asturië (overleden 842)
- Asad ibn al-Furat, Arabisch veldheer (overleden 828)

## Overleden
- Edburga, Angelsaksisch prinses en abdis
- Odomar van Sankt Gallen (69), Zwitsers geestelijke
- 24 juli - Oswulf, koning van Northumbria